# کارخانه درین
کارخانه درین یک منطقهٔ مسکونی در ایران است که در دهستان کوهپایه (کاشان) واقع شده‌است. کارخانه درین ۳۶ نفر جمعیت دارد.